# Trimeperidina
La trimeperidina es una sustancia sintética de la serie de fenilpiperidina, y es un agonista del receptor opioide con actividad analgésica. La trimeperidina existe en cuatro estereoisómeros, dos de los cuales, el beta (isopromedol) y la gamma (trimeperidina) son activos. Sus sinónimos son isopromedol y promedol.

## Farmacología
Este fármaco es parecido a la meperidina pero no tiene ningún uso médico con aprobación oficial en los Estados Unidos. En otros lugares se usa como un calmante para el dolor. Un trabajo australiano ha examinado el uso de trimeperidina, meperidina y metadona juntos para controlar el dolor. En Rusia se administra la trimeperidina a los adultos y niños y se ha utilizado para tratar el choque circulatorio (presión arterial baja y pulso cardíaco anormal), así como el dolor. Un informe de un centro de cirugía en Moscú indicó que la trimeperidina se utiliza de forma rutinaria y daba a entender que los pacientes pueden seleccionar cualquier dosis que sea eficaz para ellos. Otro reporte de Rusia juzga que la sustancia es una excelente opción para la anestesia en las operaciones de cáncer abdominal, aunque un estudio adicional describió la droga como menos efectiva que el fentanilo en anestesia. La trimeperidina se ha utilizado para facilitar el parto, pero un informe clínico de Bulgaria dice que otros fármacos funcionan mejor. 

## Usos en tiempos de guerra
En la medicina militar rusa la trimeperidina se ha utilizado para el tratamiento de bajas en combate evacuados de Afganistán y de Chechenia, pero pareció menos efectivo que otros fármacos. En la década de 1980 una investigación rusa estudió los posibles usos de la droga en el tratamiento combinado de quemaduras y lesiones por radiación, una investigación dirigida que sugiere la preparación para una guerra nuclear.

## Inconvenientes
La trimeperidina puede provocar paro respiratorio.

## Factores abuso
Un estudio en ratas demostró que se puede desarrollar dependencia con la trimeperidina.

## Interacciones
No hay suficiente información científica para informar.

## Uso en embarazo y lactancia
No hay suficiente información científica.

## Información adicional
La trimeperidina y sustancias como la alfameprodina (CAS 468-51-9), betameprodina (CAS 468-50-8) y la proheptacina (CAS 77-14-5) tienen la misma fórmula molecular, pero son diferentes drogas.